# Mare Winningham
Mary Megan 'Mare' Winningham (Phoenix, 16 mei 1959) is een Amerikaans actrice. Zij werd in 1996 genomineerd voor een Academy Award voor haar bijrol in het muzikale drama Georgia en in 1998 voor een Golden Globe voor die in de televisiefilm George Wallace. Voor Georgia won ze daadwerkelijk een Independent Spirit Award en haar tweede Emmy Award, na die voor de televisiefilm Amber Waves in 1980.
Winningham speelde in acht televisiefilms voordat ze in 1980 debuteerde op het witte doek, als Modeena Dandridge in de dramafilm One Trick Pony. Dat was het begin van een cv met een aantal rollen dat opliep tot meer dan vijftien in bioscoop- en meer dan 35 in televisiefilms. Winninghams personages in televisieseries duiken zelden op in meer dan een handvol afleveringen. Lynne Young uit Clubhouse, Dottie Shaw uit The Brotherhood of Poland, New Hampshire en Susan Grey uit Grey's Anatomy vormen uitzonderingen op die regel.
Winningham trouwde in 2008 met haar manager, haar derde echtgenoot. In 1981 trouwde ze met acteur A Martinez, maar hun huwelijk was na vijf maanden voorbij. Haar tweede huwelijk duurde van 1981 tot en met 1996. Samen met hem kreeg ze vijf kinderen, in 2005 pleegde een van hen zelfmoord.

## Filmografie
*Exclusief 35+ televisiefilms
| - Dark Waters (2019) - The Seagull (2018) - O.G. (2018) - Geostorm (2017) - Philomena (2013) - Mirror Mirror (2012) - Brothers (2009) - Swing Vote (2008) - War Eagle, Arkansas (2007) - Dandelion (2004) - The Adventures of Ociee Nash (2003) - Sharing the Secret (2000, televisiefilm) - Bad Day on the Block (1997) - Georgia (1995) | - The War (1994) - Wyatt Earp (1994) - Teresa's Tattoo (1994) - Sexual Healing (1993) - Hard Promises (1991) - Turner & Hooch (1989) - Miracle Mile (1988) - Made in Heaven (1987) - Shy People (1987) - Nobody's Fool (1986) - St. Elmo's Fire (1985) - Threshold (1981) - One Trick Pony (1980) |

## Televisieseries
*Exclusief eenmalige rollen
- The Affair - Cherry Lockhart (2014-2018, veertien afleveringen)
- American Horror Story - Alicia Spencer, Rita Gayheart, Hazel Evers, Sally Keffler (2013-2017, veertien afleveringen)
- Under the Dome - Agatha Seagrave (2013, twee afleveringen)
- Hatfields & McCoys - Sally McCoy (2012, drie afleveringen)
- Torchwood - Ellis Hartley Monroe (2011, drie afleveringen)
- Mildred Pierce - Ida Corwin (2011, vijf afleveringen)
- 24 - Elaine Al-Zacar (2010, twee afleveringen)
- Boston Legal - Patrice Kelly (2007, twee afleveringen)
- Grey's Anatomy - Susan Grey (2006-2007, zes afleveringen)
- Clubhouse - Lynne Young (2004-2005, elf afleveringen)
- The Brotherhood of Poland, New Hampshire - Dottie Shaw (2003, zeven afleveringen)
- ER - Dr. Amanda Lee (1998-1999, vier afleveringen)
- Mad About You - Sarah McCain (1997-1998, twee afleveringen)

- Biblioteca Nacional de España: XX1486976
- Bibliothèque nationale de France: cb14025884d (data)
- Gemeinsame Normdatei: 141339659
- International Standard Name Identifier: 0000 0000 8329 9159
- Library of Congress Control Number: n85273958
- MusicBrainz: b430ffd8-ba11-47c3-8dbc-f3f25841b179
- Nationale Bibliotheek van Tsjechië: xx0207934
- Nationale Bibliotheek van Israël: 987007330786005171
- Nederlandse Thesaurus van Auteursnamen: 177070080
- Système universitaire de documentation: 088927466
- Virtual International Authority File: 117737792
- WorldCat: E39PBJpTXPJdxgKhf6mBgqxdQq